# Wonokromo (Mojotengah)
Wonokromo is een bestuurslaag in het regentschap Wonosobo van de provincie Midden-Java, Indonesië. Wonokromo telt 2534 inwoners (volkstelling 2010).